# Alsópálfa
Alsópálfa (horvátul: Palinovec) falu Horvátországban, Muraköz megyében. Közigazgatásilag Murakirályhoz tartozik.

## Fekvése
Csáktornyától 12 km-re keletre, Perlaktól 6 km-re északra az A4-es autópálya mellett fekszik.

## Története
A települést 1205-ben II. András király oklevele említi először kilenc másik muraközi településsel együtt. Ezzel a Muraköz egyik legrégibb településének számít. 1259-ben István horvát albán birtokaként említik. 1334-ben a muraközi plébániák első említésekor a tüskeszentgyörgyi plébániához tartozott.
1458-ban "Pawlynowez", 1478-ban "Paulinowecz" alakban szerepel a csáktornyai uradalomhoz tartozó falvak között.  Hunyadi Mátyás az uradalommal együtt Ernuszt János budai nagykereskedőnek és bankárnak adományozta, aki megkapta a horvát báni címet is. 1540-ben a csáktornyai Ernusztok kihalása után az uradalom rövid ideig a Keglevich családé, majd 1546-ban I. Ferdinánd király adományából a Zrínyieké lett. Az 1660-as egyházi vizitáció szerint 31 háztartása volt, ebből 5 nemeseké. 
Miután Zrínyi Pétert 1671-ben felségárulás vádjával halálra ítélték és kivégezték minden birtokát elkobozták, így a birtok a kincstáré lett.
Az 1698-as adatok szerint lakosságának száma lényegesen csökkent, ami a létbizonytalansággal, a különböző hadak gyakori fosztogatásaival magyarázható. Ekkor csak 20 háztartás volt a faluban.  1715-ben III. Károly a Muraközzel együtt gróf Csikulin Jánosnak adta zálogba, de a király 1719-ben szolgálatai jutalmául elajándékozta Althan Mihály János cseh nemesnek. 1786-ban a falunak 25 háza volt, melyben 29 család, összesen 181 lakos élt. Közülük 86 volt nő, 13 nemes és egy kézműves. 1791-ben gróf Festetics György vásárolta meg és ezután 132 évig a tolnai Festeticsek birtoka volt. 1802-ben 68 házában 310 lakos élt. 1844-ben 500, 1857-ben 480 lakosa volt, öt magyar és két zsidó kivételével mind horvátok. Még 1841-ben iskola nyílt a településen, mely 1860-ig működött. Ekkor épült fel a tüskeszentgyörgyi iskola, Alsópálfán azonban egyházi iskola kezdte meg működését.
Vályi András szerint "PALINOVECZ. Elegyes falu Szala Vármegyében, földes Ura Gróf Álthán Uraság, lakosai katolikusok, határja homokos."
1900-ban 68 háza és 764 lakosa volt, ebből 396 férfi és 368 nő. Mind római katolikusok. 735-en horvát, 29-en  magyar anyanyelvűek. Írni és olvasni 359 fő tudott. Egy házban átlagosan 11 lakó élt. A házak közül csak 12 épült téglából, 52 faépület volt. Mindössze 19 ház volt cseréppel fedve, 49 házon zsúptető volt. 1910-ben 869, zömében horvát lakosa volt. 1920 előtt Zala vármegye Perlaki járásához tartozott, majd a délszláv állam része lett. 1925-ben 94 ház állt itt 918 lakossal. 1941 és 1945 között a falu ismét Magyarországhoz tartozott, majd visszakerült Jugoszláviához. A lakosság száma maximumát 1948-ban érte el 1089 fővel. 1961-ben 1046, 1971-ben 973 volt a lakosság száma.  2001-ben 792 lakosa volt.

## Nevezetességei
- A Szentháromság tiszteletére szentelt kápolnája 1897-ben épült, 1995-ben megújították.
- A második világháború hőseinek emlékművét 1962-ben emelték.
- Szent Rókus útikápolna.
- Fájdalmas Krisztus-szobor.

## Külső hivatkozások
- Alsópálfa honlapja
- Murakirály község honlapja